# Le calde notti di Caligola
Le calde notti di Caligola è un film del 1977 diretto da Roberto Bianchi Montero, appartenente al genere della commedia erotica.

## Trama
L'imperatore romano Caligola, impegnato a mostrare la sua virilità davanti al popolo durante la festa dedicata a Priapo, si accorge di essere vittima dell'impotenza. Perciò segue il consiglio di recarsi, accompagnato dal servitore Cassio, in una clinica gestita dal mago Barnardus e dalle sue ancelle, per seguire una terapia a base di esercizi ginnici, massaggi e trattamenti sadici. A sua insaputa si intrufolano nella clinica l'imperatrice sua moglie, il cugino Tiberio e la consorte Livia, che tentano di avvelenarlo, e due individui intenti a realizzare un complotto. Nonostante gli sforzi fisici a cui viene sottoposto durante la terapia, Caligola guarisce scoprendo di essere attratto dalla parte posteriore del corpo femminile, mostrato con molta disinvoltura da Livia durante l'incursione all'interno della clinica.

## Caratteristiche
Questo prodotto fa parte di un filone cinematografico prettamente italiano, che sfrutta le ambientazioni dell'Antica Roma, sulla scia di Caligola, film di Tinto Brass rimontato più volte le cui riprese iniziarono nel 1976.

## Critica
Una interpretazione dell'aspetto voyeuristico che contraddistingue la storia, attribuita al critico Giovanni Buttafava e riportata dal Dizionario dei film italiani Stracult di Marco Giusti:
(Marco Giusti, Dizionario dei film italiani Stracult )